# Naoko Takahashi

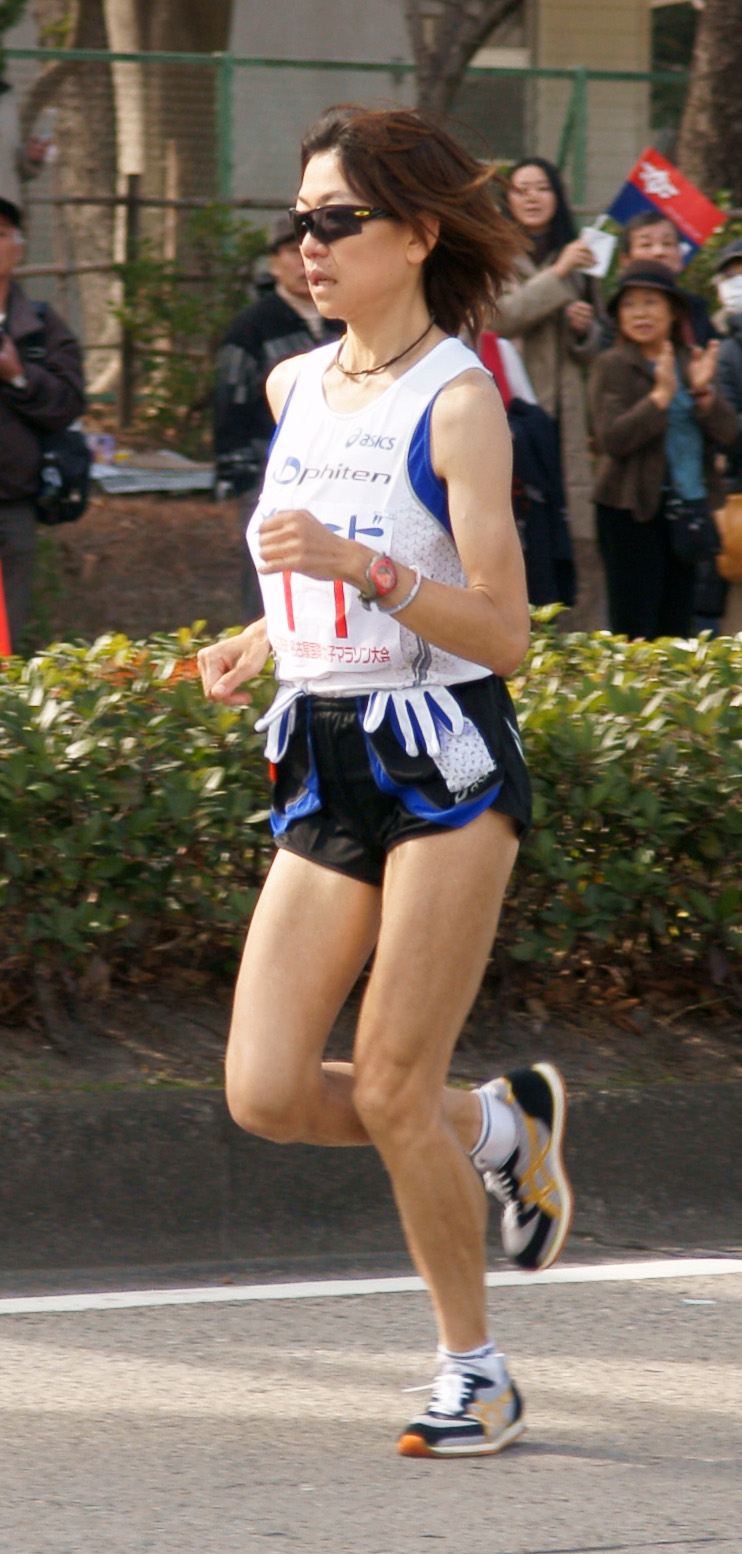
Takahashi 2008 in Nagoya

Naoko Takahashi (jap. 高橋 尚子 Takahashi Naoko; * 6. Mai 1972 in Gifu) ist eine ehemalige japanische Langstreckenläuferin und Olympiasiegerin. Sie blieb 2001 als erste Frau beim Marathon unter der 2:20-Marke.
1997 lief sie ihren ersten Marathon und wurde Siebte beim Osaka Women’s Marathon in 2:31:32 h. Im selben Jahr belegte sie beim 5000-Meter-Lauf der Leichtathletik-Weltmeisterschaften in Athen den 13. Platz.
1998 wurde sie zuerst mit einem Sieg beim Nagoya-Marathon in 2:25:48 nationale Meisterin und gewann dann den Marathon der Asienspiele mit der japanischen Rekordzeit von 2:21:47. Anfang 2000 verbesserte sie ihre Halbmarathon-Zeit in Chiba auf 1:08:55 h, gewann erneut den Marathon in Nagoya und krönte im gleichen Jahr ihre Karriere mit dem Sieg beim Marathon der Olympischen Spiele in Sydney – vor Lidia Șimon und Joyce Chepchumba.
2001 und 2002 gewann sie den Berlin-Marathon, 2001 in der damaligen Weltrekordzeit von 2:19:46.
Ebenfalls 2001 siegte sie beim Ōme-Marathon über 30 km mit der japanischen Rekordzeit von 1:41:57 h. 2005 gewann sie den Tokyo International Women’s Marathon, bei dem sie 2003 Zweite und 2006 Dritte wurde.
2008 versuchte sie, sich beim Nagoya-Marathon für die Olympischen Spiele in Peking zu qualifizieren, belegte jedoch nur den 27. Platz in 2:44:18. Im Oktober desselben Jahres erklärte Takahashi ihren Rücktritt vom Profisport.
Ihren Abschiedslauf absolvierte sie beim Nagoya-Marathon 2009.
Die Athletin mit dem Spitznamen „Q-chan“ ist 1,61 Meter groß und wiegt 52 kg.

## Persönliche Bestzeiten
- 5000 m: 15:21,15 min, 9. Mai 1998, Osaka
- 10.000 m: 31:48,23 min, 9. Juni 1996, Osaka
- Halbmarathon: 1:08:55 h, 23. Januar 2000, Chiba
- 30-km-Straßenlauf: 1:39:02 h, 30. September 2001, Berlin (Zwischenzeit)
- Marathon: 2:19:46 h, 30. September 2001, Berlin